# The Birth of a Soul

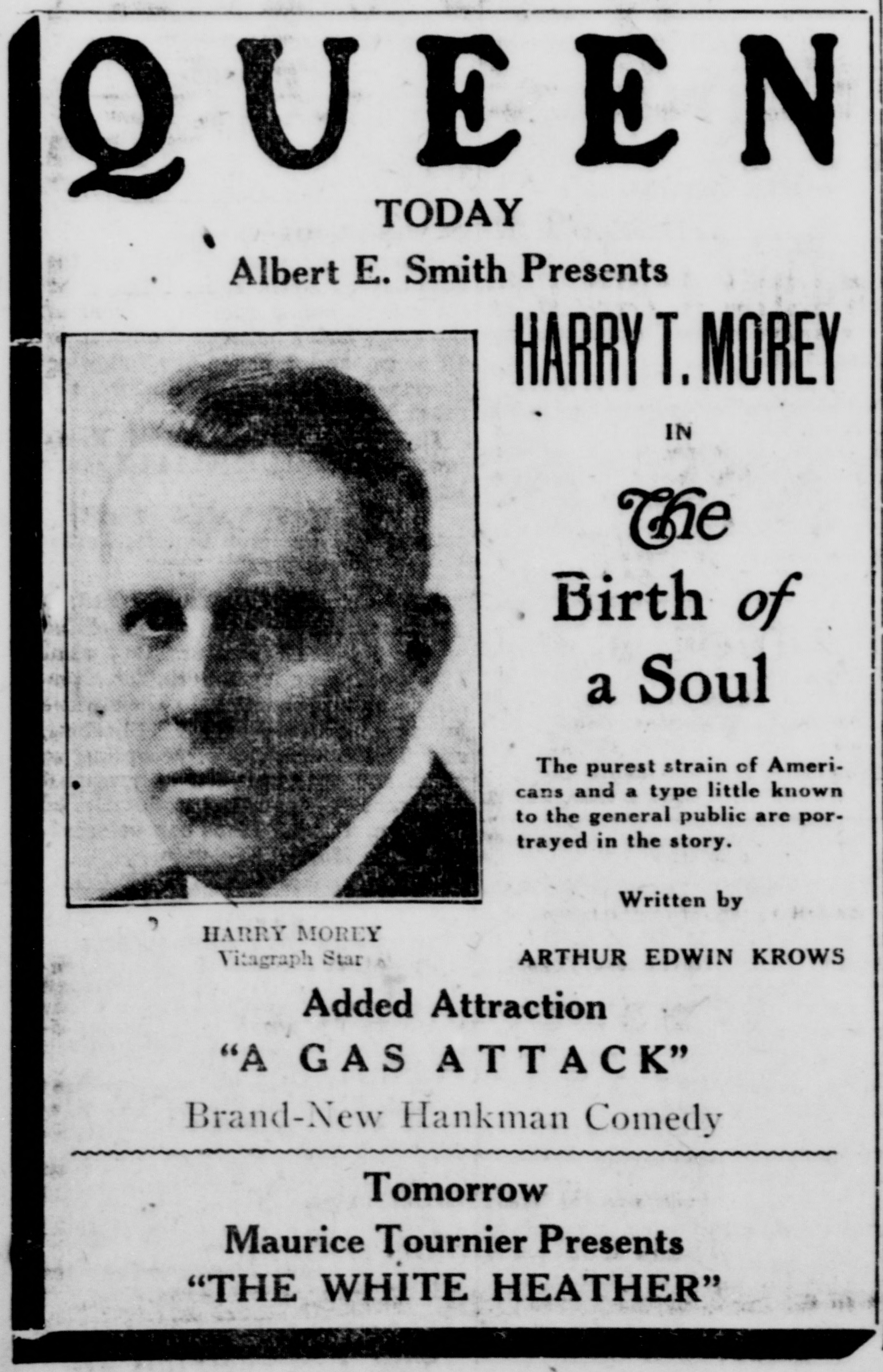

The Birth of a Soul è un film muto del 1920 diretto da Edwin L. Hollywood.

## Produzione
Il film, prodotto dalla Vitagraph Company of America, venne girato tra le montagne del North Carolina.

## Distribuzione
Il copyright del film, richiesto dalla Vitagraph Co. of America, fu registrato il 21 gennaio 1920 con il numero LP14659.
Distribuito dalla Vitagraph Company of America, il film uscì nelle sale cinematografiche statunitensi nel gennaio 1920.
Non si conoscono copie ancora esistenti della pellicola che viene considerata presumibilmente perduta.